# 淚流不止
《淚流不止》（日语：涙、流れるままに）是日本推理作家島田莊司的推理小說，為其筆下的偵探吉敷竹史系列的小說。

## 書籍出版資訊
| 出版者       | 出版日期     | 媒介         | 頁數                    | 書籍編碼                                          | 譯者   |
| ------------ | ------------ | ------------ | ----------------------- | ------------------------------------------------- | ------ |
| 光文社       | 1999年6月1日 | Kappa Novels | 440頁（上） 502頁（下） | ISBN 9784334073435（上） ISBN 9784334073442（下） |        |
| 光文社       | 2002年1月    | 光文社文庫   | 1038頁（上+下）         | ISBN 9784334732608（上） ISBN 9784334732615（下） |        |
| 皇冠文化出版 | 2011年9月    | 平裝書       | 832頁（上+下）          | ISBN 9789573328391                                | 羊恩媺 |
| 新星出版社   | 2013年12月   | 平裝書       | 860頁（上+下）          | ISBN 9787513314558                                | 袁斌   |

## 故事概要
和吉敷竹史離異後的加納通子，帶著女兒獨自住在京都天橋立的一棟老房子裡。自離異後，她一直深受被無頭男子的幻影追殺的惡夢困擾。為了解脫惡夢困擾，通子尋求心理醫生的治療。怎料在催眠過程中，卻喚醒了通子埋藏在內心中的恐怖記憶：通子在幼年曾目睹一宗兇案的現場及兇手的相貌！
另一方面，吉敷遇到了一個泣訴丈夫蒙受數十年冤獄，不斷上訴未成的老婦人。她的丈夫正是三十九年前一家三口被亂刀砍死，其中丈夫的頭顱被砍下不知去向的滅門慘案嫌疑犯——恩田幸吉。聽了老婦人的敘述覺得事有蹊蹺的吉敷，決定重新調查。而他這麼做，不僅是與當年負責偵破此案的頂頭上司作對，更是與全警界為敵！然而吉敷在調查過程中發現，案件的真相竟然牽涉到前妻通子那神秘的過去⋯⋯

## 登場人物

### 主要角色
吉敷 竹史（Yoshiki Takeshi）
東京搜查一課的刑警。
無意中在公園聽到了「恩田案」主犯的妻子自言自語的訴說恩田案的始末及自己丈夫是無辜的主張，決定重新調查恩田案。然而他在調查中發現，案發地點就在通子的故鄉，而案件的真相和通子的過往有著千絲萬縷的關係⋯⋯
加納 通子（Kanou Michiko）
吉敷的前妻，和吉敷離異多年，如今和女兒雪子一同生活。
一直受到被無頭男子追趕和擁抱的噩夢困擾。在和吉敷結婚期間曾一度解脫，但離異後又重新受到噩夢困擾，使她頻頻在午夜驚醒。
童年時因害死藤倉良雄一事受到良心譴責。之後親如姐姐的麻衣子和母親相繼死亡，令她遭受莫大打擊，此後性格大變。
在良雄死後，得知真相的藤倉姊弟並沒有告發她，取而代之的是一直受到他們的精神折磨。之後更受制於藤倉兄弟，也成為她和吉敷離婚的導火線。
為了得知困擾自己的噩夢的真正原因，而接受催眠師的治療，結果發現原因竟是因為自己幼年目睹恩田案發生經過的緣故......

### 通子過往的相關人物
世羅 麻衣子（Sera Maiko）
通子小時候住在通子家裡的女子，比通子大十四歲。平時因體弱多病而足不出戶，但和通子感情很好，通子把她當成親姐姐一般看待。
實際上是通子父親・郁夫的情婦，也是通子的生母。親生父親是貝繁村兇殺案的犯人，其後父世羅保因為欠郁夫的錢而將她當作抵債物送給郁夫，後成為郁夫的情婦，並生下通子。
在加納家和正室・德子明爭暗鬥，德子為了趕她出門而她安排相親結婚。對此不滿的麻衣子在婚禮當天上吊自殺，並留下了最後的報復手段。
加納 郁夫（Kanou Ikuo）
通子的父親，,盛岡的大地主。
性格懦弱。在麻衣子和德子死後一蹶不振。
加納 德子（Kanou Tokuko）
郁夫的妻子。
暗中和麻衣子為爭奪加納家女主人之位較勁。之後為趕走麻衣子而為她包辦婚姻，結果在婚禮當天麻衣子自殺後，因為吞了麻衣子摻毒的遺書而暴斃身亡。
藤倉 良雄（Fujikura Yoshio）
通子兒時玩伴之一。
因在通子的慫恿下誤喝農藥而死亡。此事亦成為通子童年的噩夢。
藤倉 一郎（Fujikura Ichirou）
良雄的哥哥。得知弟弟死亡的真相。
在孩童的時候發現了姬安岳滅門命案。
以弟弟的死亡真相為由要挾通子。
釧路廣里案的兇手之一，被捕後以主犯身分獲判死刑。吉敷為了恩田案前往看守所拜訪他們兄弟。
藤倉 次郎（Fujikura Jirou）
良雄的哥哥，一郎的弟弟。得知弟弟死亡的真相。
在孩童的時候發現了姬安岳滅門命案。
以弟弟的死亡真相為由要挾通子。
釧路廣里案的兇手之一，被捕後獲判無期徒刑。吉敷為了恩田案前往看守所拜訪他們兄弟。
藤倉 令子（Fujikura Reiko）
一郎、次郎和良雄的姐姐。
得知弟弟死亡的真相，對通子說終有一天會報復她。
青木 溜（Aoki Tame）
郁夫的情婦。麻衣子和德子死後開始頻繁進出加納家。對通子態度冷淡。
後來成為郁夫的繼室。
野邊 恭子（Nobe Kyouko）
通子上國中後認識的好友。後來轉學到東京。
磯田 輝雄（Isoda Teruo）
次郎的同班同學，在次郎的從中作梗下，一廂情願地向通子表白。

### 恩田案相關人員
恩田 幸吉（Onda Koukichi）
內臟燒烤店的老闆。
四十年前，在姬安岳涉嫌殺害木材業者河合民夫一家三口、並將河合民夫砍頭藏匿的謀殺案。被捕後遭受警察的虐待和屈打成招，以及律師和檢察官的不公平審判，而被判死刑。之後在不斷的上訴和再審中，在獄中度過數十年的歲月。
恩田 繁子（Onda Shigeko）
恩田的妻子，兩人結婚三年後丈夫就被捲入姬安岳血案當中。
堅信丈夫是冤枉的，四十年來為洗雪丈夫的冤屈而四處奔走。
在懇求當年以不正當手段逮捕自己的峯脇出庭道出事實遭拒的時候遇上吉敷，並在公園獨自把丈夫涉案的經過演說的時候，把一切事情告知吉敷。
峯脇 悟（Minewaki Satoru）
東京搜查一課的主任，吉敷的上司。
在恩田案中負責逮捕恩田幸吉，然後對恩田屈打成招。
在拒絕恩田妻子拜託他說出自己當年非法逮捕恩田的事實的時候，被吉敷撞見。
拠井（Yorii）
負責恩田案再審的被告一方的律師。
恩田 潤一（Onda Junichi）
恩田幸吉的兒子。恩田案發生時只有一歲，似乎不願提及父親的案件。
德村 慎一郎（Tokumura Shinichirou）
藤倉兄弟的辯護律師。曾為此案到訪盛岡，和負責恩田案的刑警友田進行過交談。
為重新調查恩田案的吉敷提供相關資料。
村川 良一（Murakawa Ryouichi）
當年為恩田案作科學鑒證的大學教授。
河合 民夫（Kawai Tamio）
木材業者。其一家三口在四十年前全數被殺，他的頭顱更被砍掉，不知所終。

### 其他
雪子（Yukiko）
吉敷和通子的女儿。
世羅 守（Sera Mamoru）
麻衣子的二哥。學校的訓導主任。
對打電話詢問麻衣子往事的通子態度冷淡。
世羅 三郎（Sera Saburou）
麻衣子的三哥。在大阪道頓堀開了一家名叫『喝倒』的居酒屋。
田代 秀作（Tashiro Shuusaku）
世羅守的同事，学校老师。
和上門拜訪世羅守不遇的通子交談，通子為了從他口中得知消息，向他道出了自己的過往。
山本 芳子（Yamamoto Yoshiko）
青木溜的遠房親戚，在她過世後接手了加納家在盛岡的大宅，和丈夫一起生活，懷有身孕。
受通子請求，讓她來家中庭院挖出一件重要的事物......

## 評價
- 《淚流不止》是通子揭露一生秘密的最終作。從第一章「無頭男子的擁抱」開始敘述通子的童年、少女時代，她的前半生被捲進近代日本的社會問題裡，關於她的婚姻恐懼症、關於她和藤倉兄弟間的恩怨，都將真相大白。《淚流不止》不但是吉敷探案的最後一部長篇，也可視為在島田作家生涯第二個十年裡，承襲了「新·御手洗」的書寫規模，吉敷探案的唯一一部巨篇，亦是吉敷探案的總集成了。 ——既晴

## 外部連結
- （繁體中文）島田莊司《淚流不止》 - 找一個推理的地方
- （繁體中文）豆瓣讀書：淚流不止 （页面存档备份，存于）